# Бернардини, Франческо
Франческо Бернардини (итал. Francesco Bernardini; ок. 1695, Верона — 16 марта 1762, Мангейм) — итальянский живописец, фрескист и театральный декоратор, работавший в Германии.

## Биография
Стиль живописных произведений Бернардини свидетельствует о том, что он получил образование в области Венето. Его работы напоминают картины и росписи венецианцев Джованни Антонио Пеллегрини, который, возможно, был одним из его учителей, и Антонио Беллуччи. В 1719 году Бернардини написал фреску на потолке Зала Капитула монастыря Святого Манга в Фюссене, Бавария.
С 1722 года Бернардини работал при дворе курфюрста Пфальца и Баварии Карла Теодора в Мангейме, где в 1743 году был утверждён в должности придворного исторического живописца и театрального декоратора. Ни одно из его произведений в Мангейме того периода не сохранилось, многое было уничтожено во время пожара замка в 1795 году, а позднее, то, что осталось — во время Второй мировой войны.
В 1728—1730 годах Франческо Бернардини расписал потолок нефа собора в Хильдесхайме, который также был полностью разрушен во время Второй мировой войны. С 1730 по 1733 год он расписывал Ахенский собор, который был разрушен в конце XIX века при перепланировке интерьера. Кроме того, в 1748 году он выполнил росписи зала ратуши Ахена, которые были уничтожены при сносе промежуточных стен для строительства большого Императорского зала в 1840 году.
В 1736 году Бернардини расписывал лестницу и вестибюль дворца Ансельма Франца фон Турн-унд-Таксиса во Франкфурте-на-Майне, которые также были разрушены во время Второй мировой войны.
1 апреля 1741 года в Мангейме скончалась жена художника, но он снова женился в том же городе.
Алтарная картина «Обезглавливание Святой Екатерины» (1750), написанная Бернардини, находится в приходской церкви Святой Екатерины в Кеттенисе (Эйпен) на востоке Бельгии. Заказчиком был архитектор из Ахена Иоганн Йозеф Кувен. В 1754 году он написал фреску и две ныне утраченные картины для церкви Зиммерн в Хунсрюке. Его последняя работа была предназначена для главного алтаря церкви капуцинов в Мангейме и датирована 1760 годом. В настоящее время она находится в приходской церкви Святой Афры в Неккаргерахе на севере Бадена.

## Галерея
- Главный алтарь церкви в Неккаргерахе. Перенесён из церкви капуцинов в Мангейме. 1750
- Роспись плафона в Зале капитула монастыря Св. Манга в Фюссене. 1719
- Обезглавливание Святой Екатерины. 1750. Приходская церковь Святой Екатерины в Кеттенисе (Эйпен), Бельгия
- Роспись плафона библиотеки монастыря Св. Манга в Фюссене. 1719
- Роспись плафона лестницы дворца Ансельма Франца фон Турн-унд-Таксиса  во Франкфурте-на-Майне. 1736 (не сохранилась)